# 艾森施塔特城郊县

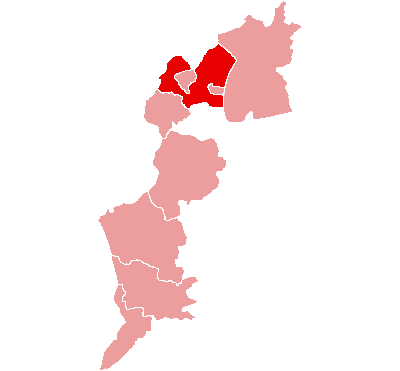
艾森施塔特城郊县在布尔根兰州的位置

艾森施塔特城郊县（德語：Bezirk Eisenstadt-Umgebung）是奥地利布尔根兰州所辖的一个县。总面积453.1平方公里，总人口39601，人口密度87人/平方公里（2006年）。行政中心位于艾森施塔特。

## 行政区域
艾森施塔特城郊县辖有23个市镇。